# Wyhl am Kaiserstuhl
Wyhl am Kaiserstuhl – miejscowość i gmina w Niemczech, w kraju związkowym Badenia-Wirtembergia, w rejencji Fryburg, w regionie Südlicher Oberrhein, w powiecie Emmendingen, wchodzi w skład związku gmin Nördlicher Kaiserstuhl. Leży w Kaiserstuhl, przy granicy z Francją, ok. 12 km na północny zachód od Emmendingen.